# Liste der Monuments historiques in Magny-lès-Villers
Die Liste der Monuments historiques in Magny-lès-Villers führt die Monuments historiques in der französischen Gemeinde Magny-lès-Villers auf.

## Liste der Objekte
| Bezeichnung                        | Beschreibung                                             | Standort                       | Kennzeichnung | Schutzstatus | Datum | Bild |
| ---------------------------------- | -------------------------------------------------------- | ------------------------------ | ------------- | ------------ | ----- | ---- |
| Skulptur eines Bischofs oder Abtes | Holz, ehemals farbig gefasst, 15. Jahrhundert            | in der Kirche St-Martin (Lage) | PM21003027    | Classé       | 1999  |      |
| Skulptur Madonna mit Kind          | Holz, farbig gefasst, zweite Hälfte des 15. Jahrhunderts | in der Kirche St-Martin (Lage) | PM21003523    | Inscrit      | 1974  |      |
| Skulptur Heiliger Sebastian        | Holz, farbig gefasst, 16. Jahrhundert                    | in der Kirche St-Martin (Lage) | PM21004110    | Inscrit      | 1994  |      |
| Skulptur Heiliger Rochus           | Holz, farbig gefasst, 16. Jahrhundert                    | in der Kirche St-Martin (Lage) | PM21004111    | Inscrit      | 1994  |      |